# Strada europea E24
La E24 è una strada europea che collega Birmingham a Ipswich. Come si evince dalla numerazione, si tratta di una strada intermedia con direzione ovest-est.

## Percorso
La E24 è definita con i seguenti capisaldi di itinerario: "Birmingham - Cambridge - Ipswich".